# Köklü, Edremit
Köklü là một xã thuộc huyện Edremit, tỉnh Van, Thổ Nhĩ Kỳ. Dân số thời điểm năm 2011 là 68 người.